# Hjördis Breide
Hjördis Breide, född 9 augusti 1901 i Skellefteå, död 9 januari 1986, var en svensk konstnär. 
Hon var dotter till bankdirektören Hjalmar Holmberg och Ingeborg Billow samt från 1924 gift med läkaren Henning Breide. Hon studerade en kortare tid vid Edvin Ollers målarskola samt vid Otte Skölds målarskola 1944-1946 och under studieresor till bland annat Italien, Frankrike Spanien och Nordafrika. Hon medverkade i Sveriges allmänna konstförenings utställningar på Liljevalchs konsthall i Stockholm och i Nordiska konstnärinnors utställning på Liljevalchs 1948. Hennes konst består av figursaker, landskap, stadsmotiv från Stockholms utkanter och kustbilder från Skåne i olja eller tempera. Hjördis Breide är begravd på Norra begravningsplatsen utanför Stockholm.